# Les Sealey
Leslie Jesse „Les“ Sealey (* 29. September 1957 in Bethnal Green; † 19. August 2001 in Southend-on-Sea) war ein englischer Fußballtorwart.

## Karriere
Sealey kam in 26 Jahren als Torhüter für zehn Vereine zum Einsatz. Seine Vereinszugehörigkeiten waren dabei auch von fünf Leihgeschäften geprägt, die von Luton Town und Aston Villa jeweils zweimal und von West Ham United einmal getätigt wurden.
Zunächst kam er im Zeitraum von 1975 bis 1983 in 158 Punktspielen der Football League First Division, der seinerzeit höchsten Spielklasse im englischen Fußball, für Coventry City zum Einsatz. Sein Debüt im Seniorenbereich gab er am 11. April 1977 (37. Spieltag) beim 1:1-Unentschieden gegen die Queens Park Rangers. Anschließend war er von 1983 bis 1990 durchgängig in derselben Spielklasse Vertragsspieler von Luton Town, für den er 207 Punktspiele bestritt und das am 13. April 1985 mit 1:2 n. V. verlorene FA Cup-Halbfinalspiel gegen den FC Everton. Über ein Leihgeschäft wurde er an den Drittligisten Plymouth Argyle  abgegeben, wie auch an den Ligakonkurrenten Manchester United, der ihn einen Monat später – bis Saisonende 1990/91 – dauerhaft an sich band. Am 15. Mai 1991 hatte er mit dem 2:1-Sieg über den FC Barcelona im Rotterdamer Finale um den Europapokal der Pokalsieger seinen größten Erfolg; es war sein insgesamt achtes Spiel in diesem Pokalwettbewerb.
Vom 1. Juli 1991 bis 31. Dezember 1992 war er Vertragsspieler des Erstligisten Aston Villa. Während seiner Vereinszugehörigkeit spielte er vom 1. März bis 30. April 1992 für den Ligakonkurrenten Coventry City und vom 1. Oktober bis 31. Dezember 1992 für den Zweitliganeuling Birmingham City jeweils auf Leihbasis.
Danach gehörte er in der Erstligarückrunde der Saison 1992/93 bis zum Saisonende 1993/94 erneut Manchester United an und wurde je einmal im FA Cup und League Cup eingesetzt, nicht jedoch in den Meisterschaftsspielen – und das ausgerechnet im Meisterjahr von Manchester United.
Ablösefrei vom FC Blackpool zur Saison 1994/95 verpflichtet, gehörte er dem seinerzeitigen Drittligisten allerdings nur vier Monate an, bevor er sich zum 1. November 1994 dem Erstligisten West Ham United anschloss. Für diesen bestritt er die beiden mit 0:1 am 16. September 1995 (6. Spieltag) und 0:3 am 18. März 1996 (31. Spieltag) verlorenen Auswärtsspiele gegen den FC Arsenal und Newcastle United. Die beiden Punktspiele in der Folgesaison gegen Blackburn Rovers am 1. Februar 1997 (25. Spieltag) und Manchester United am 11. Mai 1997 wurden jeweils auswärts mit 1:2 und 0:2 verloren. Nach einem mehrmonatigen Intermezzo beim Viertligisten Leyton Orient, war er zuletzt zwei Monate an den Zweitliganeuling FC Bury ausgeliehen.
Im Alter von nur 43 Jahren verstarb Sealey in Folge eines Herzinfarkts. Fünf Jahre zuvor war sein Onkel Alan ebenfalls frühzeitig im Alter von 53 Jahren einem Herzinfarkt erlegen gewesen.

## Erfolge
- Sieger Europapokal der Pokalsieger: 1991
- Englischer Pokalsieger: 1990
- Englischer Supercupsieger: 1990, 1993